# Sikorsky S-65
Il Sikorsky S-65 è un elicottero pesante da trasporto di costruzione statunitense; è stato il più grande elicottero in servizio tra i Paesi occidentali. È noto soprattutto come CH-53 Sea Stallion, designazione datagli dalle forze armate statunitensi (in particolare dal United States Marine Corps).
Le prime versioni del CH-53 erano dotate di due motori, mentre dalla versione CH-53E Super Stallion (denominazione interna Sikorsky S-80) si passò alla formula trimotore, in grado di trasportare 16 tonnellate di carico. L'elicottero risulta essere una sorta di Sea King molto ingrandito, e il maggior utilizzatore è l'United States Marine Corps (USMC), da esso adoperato in volo dalle portaelicotteri; l'MH-53 Pave Low è invece una versione impiegata dall'United States Air Force (USAF) a supporto delle operazioni delle forze speciali.
Anche altre nazioni, specialmente la Germania e Israele, ne hanno acquistato numerosi esemplari, praticamente come alternativa al più grande CH-47 Chinook.

## Storia

### Sviluppo

#### Origini
Nel 1959 l'U.S. Marine Corps iniziò a sentire l'esigenza di un nuovo elicottero da trasporto pesante per sostituire il CH-37 Mojave.
A questo scopo nacque il programma congiunto con l'USAF, United States Navy e United States Army denominato "Tri-Service Assault Transport Program" che portò alla progettazione e realizzazione del convertiplano "tilt-wing", cioè con l'intera ala rotante, Vought-Hiller-Ryan XC-142, il quale però non superò lo stadio di prototipo a causa dell'eccessiva complessità e dei conseguenti ritardi nello sviluppo. Il velivolo costruito in cinque esemplari confermò la sua difficoltà di messa a punto in diversi incidenti, di cui uno mortale, ed il programma venne interrotto ed abbandonato dalle forze armate.
Nel marzo 1962 l'USMC emise una richiesta per un elicottero da trasporto pesante definito "Heavy Helicopter Experimental / HH(X)". La specifica richiedeva una capacità di carico di 3 630 kg ed un raggio d'azione di 185 km alla velocità di 278 km/h. Il nuovo elicottero avrebbe dovuto essere impiegato in missioni di trasporto persone e materiali, assalto, evacuazione sanitaria e recupero velivoli incidentati.
La Boeing Vertol rispose proponendo una nuova versione del CH-47 Chinook, la Kaman propose un derivato del Fairey Rotodyne inglese e la Sikorsky una versione ingrandita del S-61R con due motori a turbina General Electric T64 e gli stessi rotore, rotore anticoppia e trasmissione dell'S-64 denominato S-65.
La proposta della Kaman venne ritirata quando il governo inglese cancellò il programma Rotodyne.
Nonostante il Chinook sembrasse avvantaggiato, perché già scelto dall'US Army, nel luglio 1962 venne scelto il Sikorsky S-65.
Il programma iniziale prevedeva la costruzione di quattro prototipi denominati YCH-53A, ridotti a due per problemi di bilancio nel settembre 1962. Il programma proseguì con alcuni problemi, tra cui l'insistenza del Segretario alla Difesa Robert McNamara che voleva uniformare i mezzi in dotazione alle diverse forze armate imponendo all'USMC il Chinook. L'USMC convinse McNamara che per adattare il Chinook alle loro esigenze sarebbero state necessarie molte modifiche che avrebbero richiesto molto tempo e denaro.

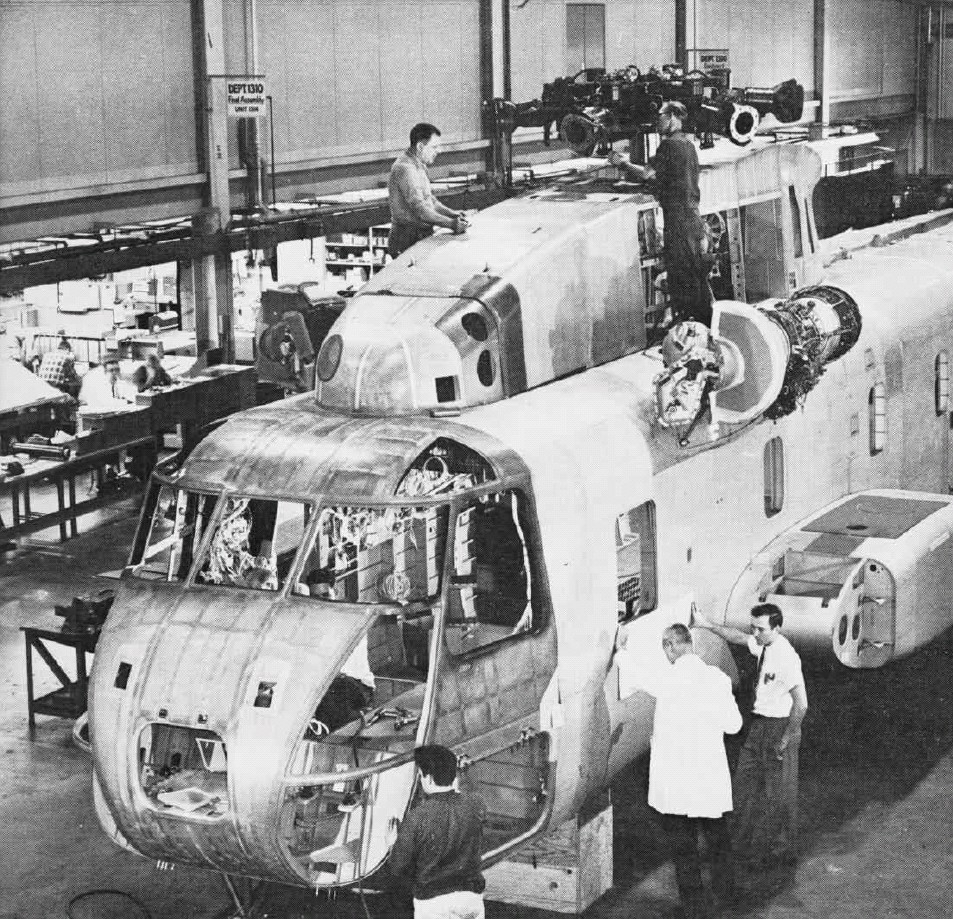
Assemblaggio finale del primo CH-53A Sea Stallion nel 1964

Il primo prototipo YCH-53A (147137) compì il primo volo il 14 ottobre 1964 dallo stabilimento Sikorsky di Stratford in Connecticut, in ritardo di circa quattro mesi sul programma che prevedeva la produzione di un primo lotto di sedici elicotteri in settembre.
Il programma di prove proseguì senza problemi ed il primo esemplare del nuovo elicottero denominato ufficialmente CH-53A Sea Stallion venne consegnato nel 1966.
Le prestazioni dei CH-53A si rivelarono insufficienti nel clima caldo umido durante la guerra del Vietnam, per questo motivo venne realizzata una nuova versione da trasporto con motori più potenti denominata CH-53D in grado di trasportare 55 soldati.

#### Sviluppi per la United States Air Force

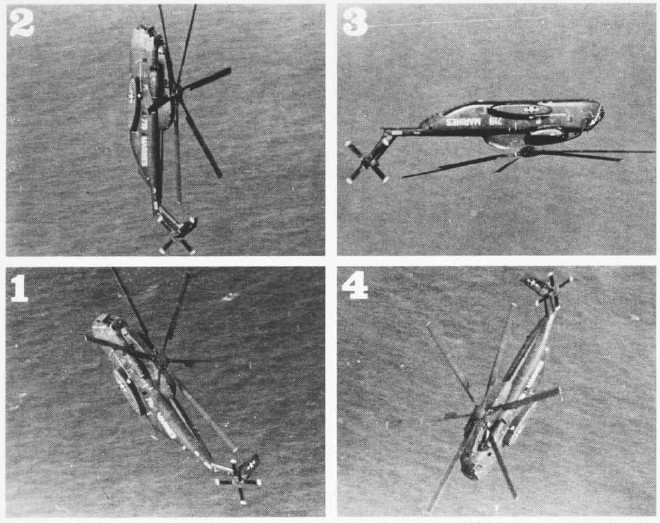
Un CH-53A mentre esegue un looping nel 1968 durante campagne di valutazione.

Visto il successo dell'HH-3B Jolly Green Giant per le missioni di ricerca e soccorso in territorio nemico (Combat Search and Rescue, CSAR), nel settembre 1966 l'USAF ordinò una versione dell'S-65 ottimizzata per le stesse missioni. Questa nuova versione denominata HH-53B volò per la prima volta il 15 marzo 1967. L'equipaggio era costituito da pilota, copilota, motorista e due aerosoccorritori.
In attesa degli HH-53B l'USAF ricevette due CH-53A per prove di valutazione. Il primo volo di un HH-53B avvenne il 15 marzo 1967, nello stesso anno i primi otto vennero consegnati ed impiegati in Vietnam per missioni CSAR e di supporto alle forze speciali.
Gli HH-53B vennero impiegati anche per il recupero delle capsule di rientro dei satelliti da osservazioneSAMOS (Satellite And Missile Observation System) e dei droni da ricognizione usati durante la guerra del Vietnam usando il sistema Mid Air Retrivial System (MARS) per recuperare al volo oggetti appesi a paracadute tramite cavi con ganci a rimorchio dell'elicottero. In seguito venne realizzata un'altra versione per missioni CSAR con aggiornamenti ai sistemi di comunicazione, maggiore blindatura e serbatoi supplementari esterni più piccoli per migliorare le prestazioni di volo denominata HH-53C. Alcuni HH-53C in Vietnam vennero dotati di pod per contromisure contro i missili a ricerca di calore.
Dall'HH-53C venne derivata la versione da trasporto CH-53C priva della sonda semiretrattile per rifornimento in volo, ma dotata di blindatura, mitragliatrici ed il verricello di recupero perché era impiegata anche per missioni delle forze speciali in territorio nemico. Gli HH-53C erano molto validi per le missioni assegnate, ma con limitate capacità di operare di notte o con condizioni meteorologiche avverse.
Un sistema di visione notturna low-light-level TV (LLLTV) denominato Pave Low I venne collaudato su un HH-53C in Vietnam nel 1969 ma si dimostrò carente come affidabilità. Nel 1975 un sistema migliorato Pave Low II venne installato su un HH-53B ridenominato YHH-53H. I collaudi diedero risultati molto positivi, quindi l'YHH-53H ed otto HH-53C vennero dotati di un'avionica ulteriormente migliorata e denominati HH-53H Pave Low III.
Gli HH-53H Pave Low III sono stati consegnati tra il 1979 ed il 1980, due vennero persi in incidenti nel 1984 e sostituiti da due conversioni da CH-53C.
Come l'HH-53C, l'HH-53H era dotato di sonda semiretrattile per rifornimento in volo sul lato destro del muso, serbatoi supplementari esterni da 1700 litri montati sulle carenature del carrello e verricello per recupero. L'HH-53H poteva trasportare 27 soldati o 14 barelle ed era armato con un GAU/2B Minigun su ogni lato della fusoliera ed una mitragliatrice Browning da 12,7 mm alla rampa posteriore. Nel 1986 gli HH-53H ancora in servizio vennero aggiornati col programma Constant Green con miglioramenti alla strumentazione in cabina per renderla compatibile con l'uso di sistemi di visione notturna Night Vision Goggles (NVG), a seguito di queste modifiche sono stati classificati come elicotteri per operazioni speciali e rinominati MH-53H.
Le missioni previste consistono in infiltrazione, rifornimento e recupero di forze speciali in territorio nemico, sono missioni che prevedono il volo a bassa quota e largo raggio d'azione sia di giorno che di notte e con ogni condizione meteorologica. Spesso i Pave Low operano in coordinamento con gli MC-130H Combat Talon e gli aerei cisterna da rifornimento in volo MC-130P Combat Shadow.

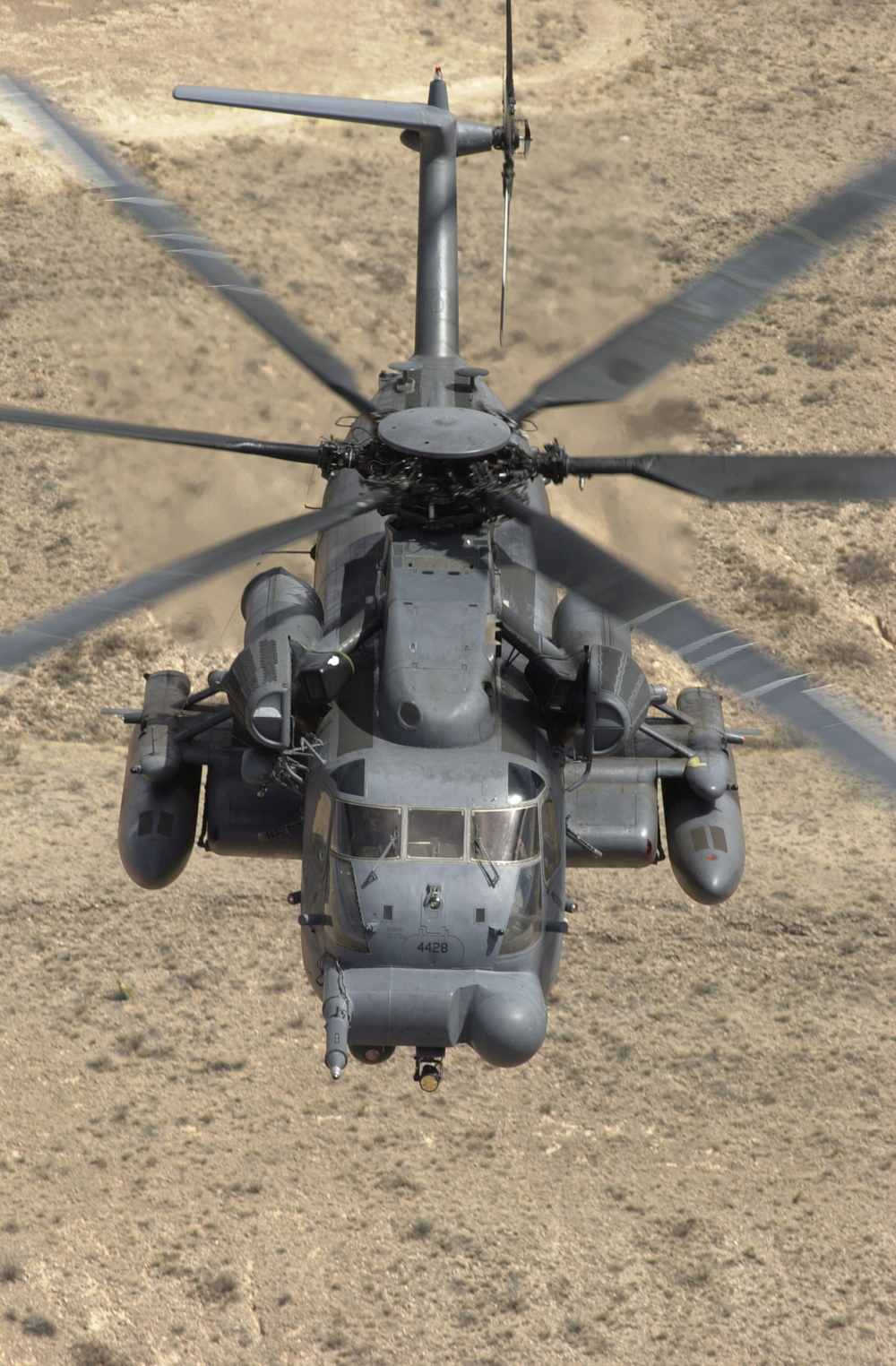
L'MH-53J Pave Low Enhanced dell'USAF

Vista la validità dell'MH-53H, l'USAF ordinò una nuova versione ulteriormente migliorata nell'avionica ottimizzata per le operazioni delle forze speciali denominata MH-53J Pave Low Enhanced. Complessivamente tra 31 HH-53Bs, HH-53Cs e CH-53C più tutti gli MH-53H vennero convertiti in MH-53J tra il 1986 ed il 1990, ottenendo un totale di 41 MH-53J.
In seguito venne realizzata la nuova versione MH-53M Pave Low IV, un'evoluzione dell'MH-53J dotata del sistema di autoprotezione "Interactive Defensive Avionics System/Multi-Mission Advanced Tactical Terminal" (IDAS/MATT).

#### La variante S-80
Nell'ottobre 1967 l'USMC emise una richiesta per un elicottero da trasporto pesante adatto all'impiego sulle navi d'assalto anfibio con capacità di carico pari a 1,8 volte quella del CH-53D. La Sikorsky stava già lavorando ad un nuovo elicottero derivato dal CH-53D denominato S-80 con tre motori di maggiore potenza ed un nuovo rotore a sette pale di diametro maggiore e la propose nel 1968 con il nome Sikorsky S-80 all'USMC che l'accettò visto che garantiva tempi e rischi di progetto minori rispetto ad un progetto interamente nuovo.
L'S-80 entrò in servizio come CH-53E, in seguito vennero sviluppate altre versioni dall'S-80.

### Impiego operativo

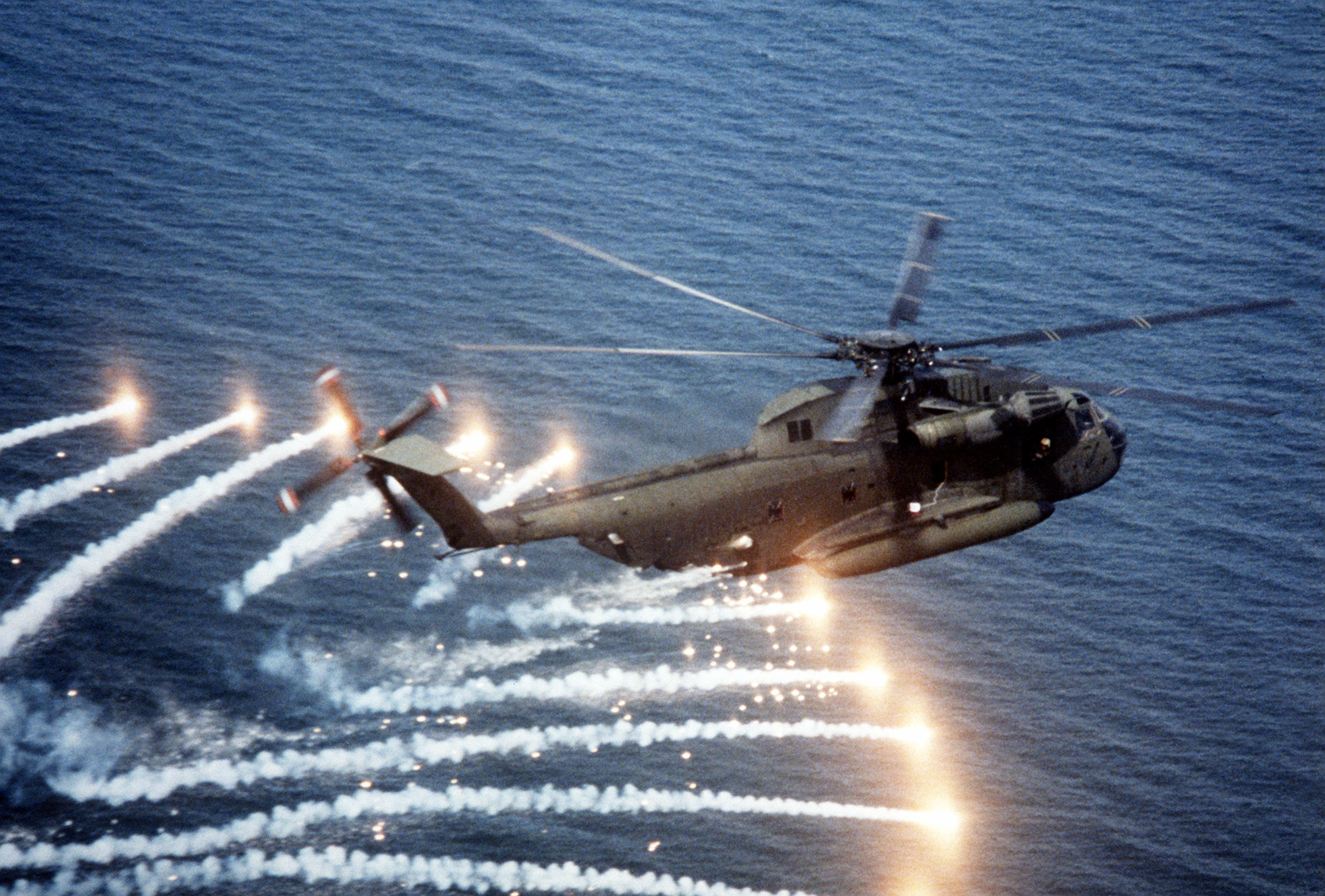
Un CH-53D mentre lancia dei flares

I primi quattro CH-53A appartenenti al HMH-463 del USMC arrivarono in Vietnam nel gennaio 1967 e vennero utilizzati per il recupero di aerei ed elicotteri abbattuti. Complessivamente ne recuperarono più dei CH-54.
Ai CH-53A vennero aggiunte due mitragliatrici M-60 ai portelli laterali.
I Sea Stallion vennero impiegati per missioni di trasporto pesante, comprese munizioni, artiglierie ed edifici prefabbricati per avamposti isolati.
Nel febbraio 1967 vennero impiegati per il rifornimento dell'avamposto di Khe Sanh circondato dai Viet Cong, il CH-53A 153283 venne abbattuto durante una di queste missioni.
Nel settembre 1967 arrivarono i primi due HH-53B trasportati dalla AKV-40 USS Card ed assegnati al 37th Aerospace Recovery and Rescue Squadron (ARRS) sulla base di Udon Thani.
Il primo HH-53B perso fu il 66-14430 abbattuto il 18 gennaio 1969 durante una missione CSAR per recuperare il pilota di un Douglas A-1 Skyraider, l'intero equipaggio venne recuperato.
I CH-53C vennero impiegati dal 21st SOS del 56th SOW di base a Nakhom Phanom per operazioni in Laos.
Gli HH-53C sono stati impiegati per l'operazione Kingpin per tentare di liberare i prigionieri nella prigione di Son Tay nella notte tra il 20 ed il 21 novembre 1970.
Complessivamente l'USAF perse diciassette HH-53C durante la guerra nel sud-est asiatico, quattordici abbattuti, tra cui uno (66-14434) da un MiG-21 con missili R-3 (AA-2 Atoll) il 28 gennaio 1970 durante una missione CSAR sul Laos per recuperare il pilota di un Republic F-105 Thunderchief, e tre per incidenti.
L'HH-53C 68-10365 "Jolly Green 07" venne abbattuto il 6 aprile 1972 durante un tentativo di recupero del Lt. Col. Hambleton, non ci furono sopravvissuti. La vicenda, benché adattata alle esigenze cinematografiche, è narrata nel film Bat*21.
Tra febbraio e luglio 1973 gli RH-53A del HM-12 vennero impiegati nell'operazione End Sweep per la rimozione delle mine lanciate dagli stessi americani nei porti del Vietnam del nord pochi mesi prima durante l'operazione Pocket Money, parte dell'offensiva Linebacker II. Durante l'operazione una sola mina esplose. Due elicotteri vennero persi per incidenti ma gli equipaggi recuperati. A seguito dell'inchiesta sulle cause degli incidenti vennero modificati i rotori anticoppia, modifica poi estesa a tutti gli H-53.
Al rientro negli USA gli RH-53A vennero convertiti in CH-53A ed assegnati all'USMC.
Il 12 aprile 1975 alcuni CH-53 imbarcati sulla portaerei CVA-19 USS Hancock e sulla nave d'assalto anfibio USS Okinawa vennero impiegati nell'operazione Eagle Pull per l'evacuazione di Phnom Penh.
Il 29 e 30 aprile 1975 alcuni CH-53 e HH-53, assieme ad alcuni CH-46E Sea Knight e Bell UH-1 Iroquois, vennero impiegati nell'operazione Frequent Wind Option IV per l'evacuazione di Saigon operando dalla base di Tan Son Nhut e dal cortile dell'ambasciata americana. Alcuni Grumman F-14 Tomcat imbarcati sulla portaerei CVN-65 USS Enterprise fornirono la copertura aerea.
Gli HH-53C sono stati impiegati nel maggio 1975 per l'operazione per tentare il recupero della nave SS Mayaguez e del suo equipaggio catturati dai guerriglieri cambogiani Khmer rossi, tre vennero abbattuti.
Nel 1974 alcuni RH-53D imbarcati sulle navi d'assalto anfibio USS Iwo Jima e USS Inchon sono stati impiegati nell'operazione Nimbus Star per rimuovere mine dal canale di Suez.
Nel 1976 alcuni CH-53C vennero assegnati al 601st TACS sulla base di Sembach ed impiegati per il trasporto di stazioni radio mobili, in seguito due di questi elicotteri, 68-10924 e 70-1632 vennero convertiti in MH-53H.
Nel 1977 venne costituito sulla base di Sigonella in Sicilia un distaccamento con quattro RH-53D per missioni di trasporto a supporto della sesta flotta dell'US Navy e successivamente anche AMCM.
Nell'estate del 1983 vennero sostituiti da cinque CH-53E.
Nel 1980 otto RH-53D della US Navy con equipaggi dell'USMC vennero impiegati nell'operazione Eagle Claw per tentare di liberare gli americani prigionieri nell'ambasciata americana a Teheran.
Nell'agosto 1984 alcuni RH-53D sono stati impiegati nell'operazione Intense Look per rimuovere mine, probabilmente piazzate dalla Libia, dal canale di Suez e dal Mar rosso.
Il 20 settembre 1984 alcuni RH-53D sono stati impiegati per missioni di evacuazione medica (MEDEVAC) dei feriti di un attentato suicida eseguito con un camion carico d'esplosivo contro l'ambasciata americana.
Nel 1986 alcuni HH-53 di base a Napoli vennero posti in allarme per eventuali missioni CSAR per l'operazione Eldorado Canyon.
Nell'estate del 1987 nell'operazione Earnest Will per la protezione del traffico navale nel golfo Persico vennero impiegati anche otto RH-53D trasportati a Diego Garcia con dei C-5 Galaxy e poi imbarcati sulla nave d'assalto anfibio LPH-7 USS Guadalcanal.
Nel gennaio 1989 i 35 uomini d'equipaggio di un cargo in difficoltà nel nord Atlantico vennero recuperati da un HH-53 di base a Bentwaters-Woodbridge in Inghilterra rischierato a Shannon in Irlanda.
Nel dicembre 1989 alcuni MH-53J sono stati impiegati per il supporto alle forze speciali durante l'operazione Just Cause per destituire il dittatore Noriega.
Nel 1990 gli RH-53D sono stati passati a reparti della riserva, nel 2000 erano tutti radiati, alcuni conservati all'Aerospace Maintenance and Regeneration Center (AMARC) sulla base USAF di Davis-Monthan in Arizona ed altri in alcuni musei.
La prima missione degli MH-53J durante Desert Storm avvenne il 17 gennaio quando alcuni MH-53J vennero impiegati come guida per degli Hughes AH-64 Apache per una missione d'attacco ad alcuni siti radar nel sud dell'Iraq
Il 21 gennaio 1991 due MH-53J scortati da due Fairchild-Republic A-10 Thunderbolt II del 354th TFW recuperarono il Lt. Devon Jones dell'US Navy, pilota di un F-14+ Tomcat abbattuto da un missile contraereo, il navigatore venne catturato dagli iracheni.

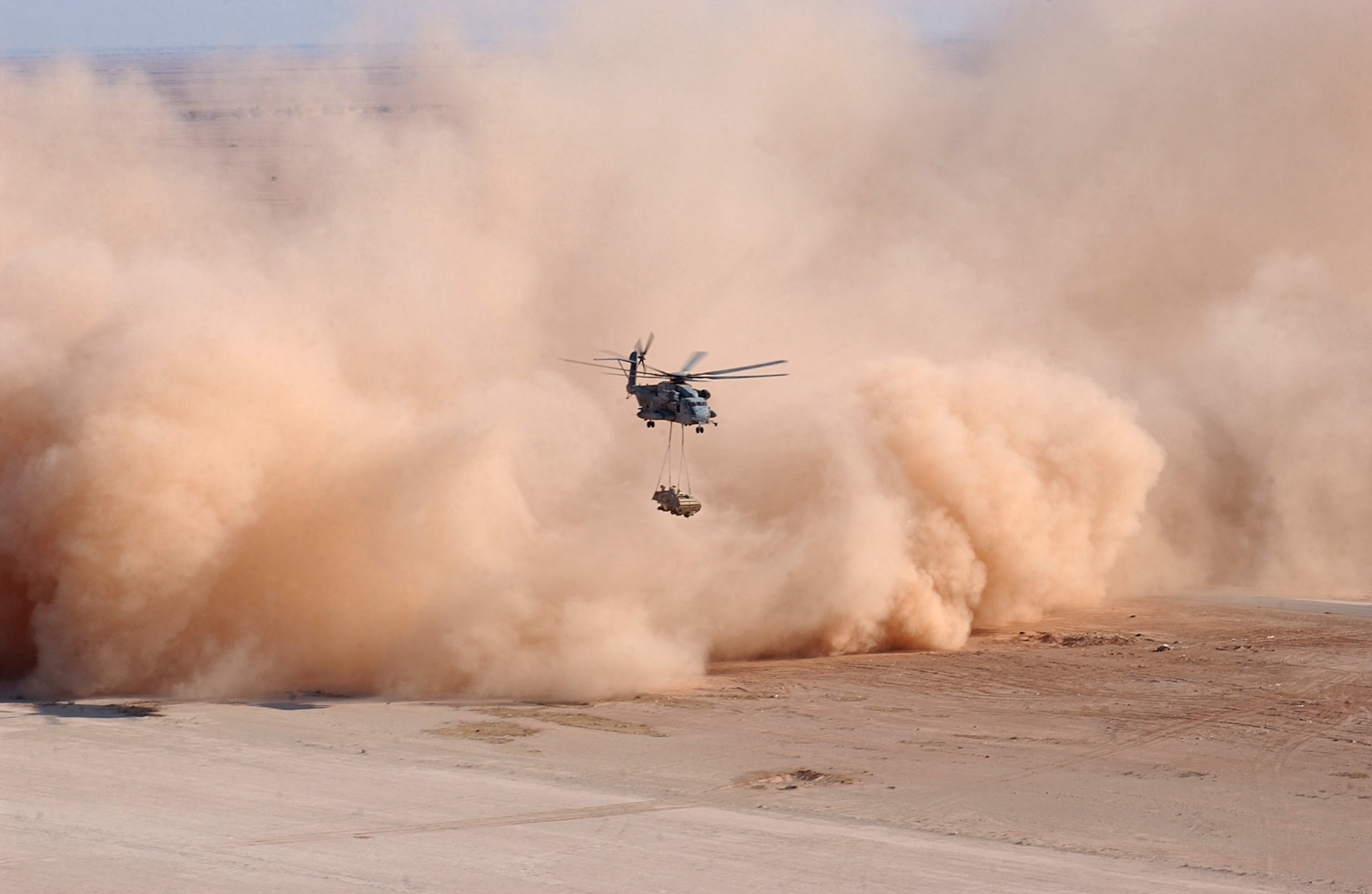
Un CH-53E in azione in Iraq nel 2005

Gli MH-53J sono stati impiegati durante l'intera durata di Desert Storm per il supporto alle forze speciali.
Nell'aprile del 1991 alcuni MH-53J di base a Mildenhall in Inghilterra vennero trasferiti a Freetown in Sierra Leone ed impiegati nell'operazione Assured Response per l'evacuazione di civili da Monrovia a causa della guerra civile in corso.
Tra il 1992 ed il 1993 alcuni CH-53D del HMH-363 vennero impiegati per le operazioni Provide Hope e Restore Hope in Somalia.
Il 27 maggio 1999 due MH-53J, un MH-60G, un MC-130P combat Shadow ed un AC-130 Spectre vennero impiegati per il recupero del pilota del Lockheed F-117A Nighthawk “Vega 31” abbattuto presso Belgrado.
Nel 1999 gli MH-53M vennero impiegati per l'operazione Allied Force nei Balcani.
Nel 2000 alcuni MH-53M del 21st SOS del 352nd SOG di Mildenhall vennero rischierati a Hoedspruit in Sudafrica per l'operazione Atlas Response per fornire aiuti umanitari al Mozambico.
Gli HH-53B, HH-53C e CH-53C sono rimasti in servizio nell'USAF fino a fine anni ottanta.
I CH-53 dell'USAF e USMC sono impiegati nell'operazione Enduring Freedom in Afghanistan e nell'operazione Iraqi Freedom in Iraq.
Alcuni CH-53 dell'US Navy rischierati in Bahrain sono impiegati nell'operazione Enduring Freedom in Afghanistan e nell'operazione Iraqi Freedom in Iraq.
Il 12 ottobre 2004 il primo di due CH-53D Sea Stallion ex-USMC accantonati all'AMARC è stato consegnato alla Heavy Lift Helicopters di Apple Valley in California per la conversione in elicotteri antincendio.
Nel febbraio 2006 l'USMC ha deciso che i CH-46E Sea Knight ed i CH-53D verranno sostituiti dal convertiplano Bell V-22 Osprey che entrerà in servizio inizialmente nel VMM-263.
L'USAF prevede di radiare i Pave Low a partire dall'ottobre 2008.
Gli MH-53 Pave Low dell'USAF resteranno in servizio almeno fino al 2015.
Le navi d'assalto anfibio classe Iwo Jima possono trasportare fino a undici Super Stallion, le classe Tarawa fino a diciannove, ma in genere vengono imbarcati diversi tipi di elicotteri ed aerei STOVL McDonnell Douglas-BAe AV-8B Harrier II.

## Descrizione tecnica

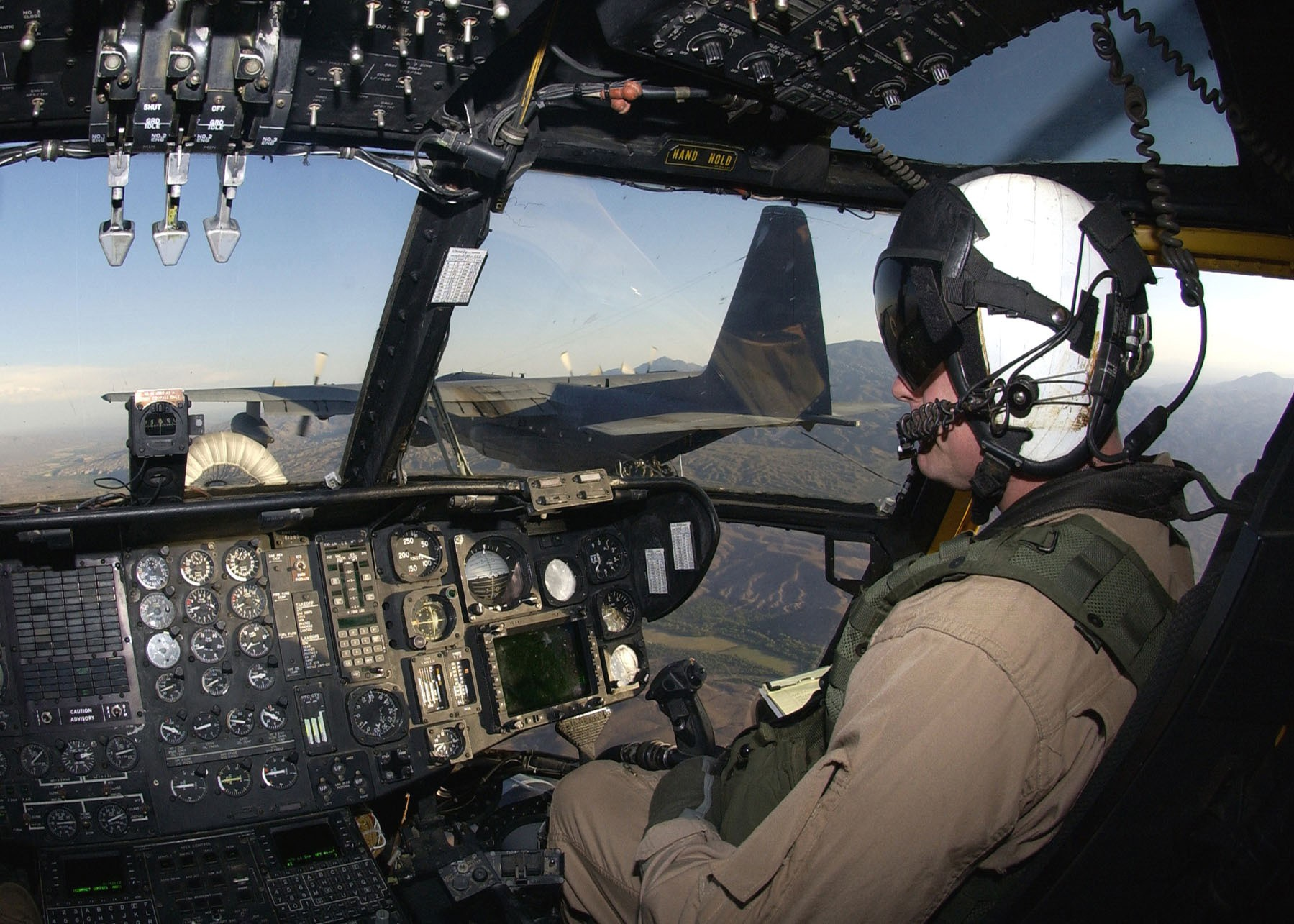
La cabina di un CH-53A durante un rifornimento in volo

Il CH-53A è un elicottero da trasporto bimotore a turbina, progettato per l'impiego imbarcato su portaerei o navi d'assalto anfibio, simile ad un Sikorsky S-61R ingrandito.
La fusoliera ha un portello d'accesso sul lato destro ed una rampa di carico posteriore a controllo idraulico.
La fusoliera è a tenuta stagna ma non è previsto l'ammaraggio se non in emergenza.
Il CH-53A ha sistema di controllo del volo meccanico controllato da due sistemi idraulici indipendenti.
Il rotore è a sei pale pieghevoli tramite un sistema idraulico per ridurre l'ingombro a bordo della navi, ha un diametro di 22m ed è inclinato in avanti di 5°.
Il rotore anticoppia, del diametro di 4,8m, è a quattro pale sul lato sinistro della deriva, sul lato destro della deriva c'è uno stabilizzatore orizzontale.
Rotore, rotore anticoppia e trasmissione del CH-53A sono gli stessi del S-64.
La coda è pieghevole contro il lato destro della fusoliera per ridurre l'ingombro a bordo della navi.
Il carrello è retrattile con carrelli principali a ruota doppia rientranti in carenature ai lati della fusoliera e carrello anteriore a ruota doppia rientrante nel muso. Sotto alla coda c'è un pattino retrattile per impedire che il rotore anticoppia urti il terreno in fase di atterraggio.
I motori del CH-53A sono due turbine General Electric T64-GE-6 da 2.850 shp ai lati della parte superiore della fusoliera. Vicino al motore c'è un Auxiliary Power Unit (APU), cioè una piccola turbina per l'avviamento e la generazione di potenza elettrica ed idraulica a motori spenti.
In seguito i CH-53A sono stati rimotorizzati con T64-GE-1 da 3.080 shp e poi T64-GE-16 da 3.485 shp.
Negli anni settanta sono stati aggiunti ai motori dei filtri protettivi alle prese d'aria denominati EAPS (Engine Air Particle Separator).
La capacità di carburante dei serbatoi interni, posti nelle carenature ai lati della fusoliera, è di 3.970 litri.
Il CH-53A ha un equipaggio di quattro uomini: pilota, copilota, motorista ed osservatore.
Nella stiva interna delle dimensioni di 9 m di lunghezza, 2,3 m di larghezza e 1,9 m di altezza il CH-53A può trasportare:
per missioni di trasporto truppe trentotto soldati;
per missioni di evacuazione medica ventiquattro barelle più assistenti;
per missioni di trasporto materiali un carico interno di 3.630 kg, compresi un obice da 105 mm o un lanciatore mobile per missili contraerei Hawk;
per voli di trasferimento sette serbatoi da 1.134 litri l'uno.
Il CH-53A può trasportare un carico esterno di 5.900 kg appeso al gancio baricentrico.
Ai lati della parte superiore della fusoliera posteriore ci sono delle pinne per deviare il flusso d'aria limitando i problemi aerodinamici quando il portellone viene aperto in volo.
Il CH-53A è dotato di blindatura per proteggere la cabina di comando ed i sistemi vitali.

## Versioni
- YCH-53A

Due prototipi usati per prove nel programma di sviluppo finanziato dall'USMC.
I motori erano due turbine General Electric T64-GE-3 da 2.850 shp.
- CH-53A

Prima versione di serie da trasporto per l'USMC.
Le dimensioni sono:
Lunghezza 26,97 m
Lunghezza fusoliera 20,5 m
Diametro rotore 22,01 m
Superficie del disco del rotore: 280 m²
Altezza 7,60 m
Larghezza totale 8,64 m
Larghezza fusoliera 4.72 m
Vennero costruiti 139 elicotteri di questa versione.
- RH-53A

Quindici CH-53A convertiti in elicotteri per missioni di ricerca mine marine (Airborne Mine Counter Measures, AMCM) per l'US Navy nel 1971 
I motori erano due turbine General Electric T64-GE-413 da 3.925 shp.
Con l'entrata in servizio dei RH-53D, gli RH-53A vennero restituiti all'USMC e riconvertiti in CH-53A nel 1973.
- TH-53A

CH-53A ex-USMC convertiti in elicotteri da addestramento per l'USAF.
Elicotteri convertiti a partire dal 1989.
- HH-53B Super Jolly Green Giant

Versione per le missioni di ricerca e soccorso in territorio nemico (Combat Search and Rescue, CSAR).
L'HH-53B era dotato di un radar doppler di navigazione nella parte anteriore della fusoliera inferiore.
I primi HH-53B avevano motori T64-GE-3 da 3.080 shp, poi sostituiti dai T64-GE-7 da 3.925 shp.
L'HH-53B era dotato di sonda semiretrattile per rifornimento in volo sul lato destro del muso, serbatoi supplementari esterni da 2.457 litri montati sulle carenature del carrello e verricello per recupero con cavo d'acciaio di 76m con all'estremità un penetratore studiato appositamente per permettere il recupero anche attraverso la fitta vegetazione tropicale. Il verricello era sopra il portello d'accesso destro, durante l'uso non era possibile usare la mitragliatrice.
L'HH-53B era dotato di 544 kg di blindatura ed armato con tre mitragliatrici GAU/2B Minigun, una al finestrino sul lato sinistro della fusoliera dietro al copilota, una al portello d'accesso dell'equipaggio sul lato destro ed una alla rampa di carico posteriore.
L'equipaggio era costituito da pilota, copilota, motorista e due aerosoccorritori.
Il primo volo di un HH-53B avvenne il 15 marzo 1967, nel settembre dello stesso anno i primi otto vennero consegnati ed impiegati in Vietnam per missioni CSAR e di supporto alle forze speciali.
In Vietnam l'HH-53B venne denominato non ufficialmente Super Jolly Green Giant con riferimento al suo predecessore più piccolo, l'HH-3B Jolly Green Giant, impiegato per le stesse missioni.
Vennero ordinati quindici HH-53B, ne vennero costruiti otto e cancellati gli altri sette.
- CH-53C

Versione di serie da trasporto per l'USAF.
Il CH-53C era derivato dall'HH-53C ma era privo della sonda semiretrattile per rifornimento in volo, per il resto aveva blindatura, mitragliatrici ed il verricello di recupero perché era impiegato anche per missioni delle forze speciali in territorio nemico.
Vennero costruiti 20 elicotteri di questa versione.
- HH-53C

Nuova versione CSAR con aggiornamenti ai sistemi di comunicazione, maggiore blindatura e serbatoi supplementari esterni più piccoli (1.700 litri) per migliorare le prestazioni di volo.
Gli HH-53C avevano motori T64-GE-7 da 3.925 shp.
Gli HH-53C potevano portare un carico esterno di 9.000 kg al gancio baricentrico.
Vennero costruiti in tutto 44 HH-53C che entrarono in servizio a partire dall'agosto 1968.
- CH-53D

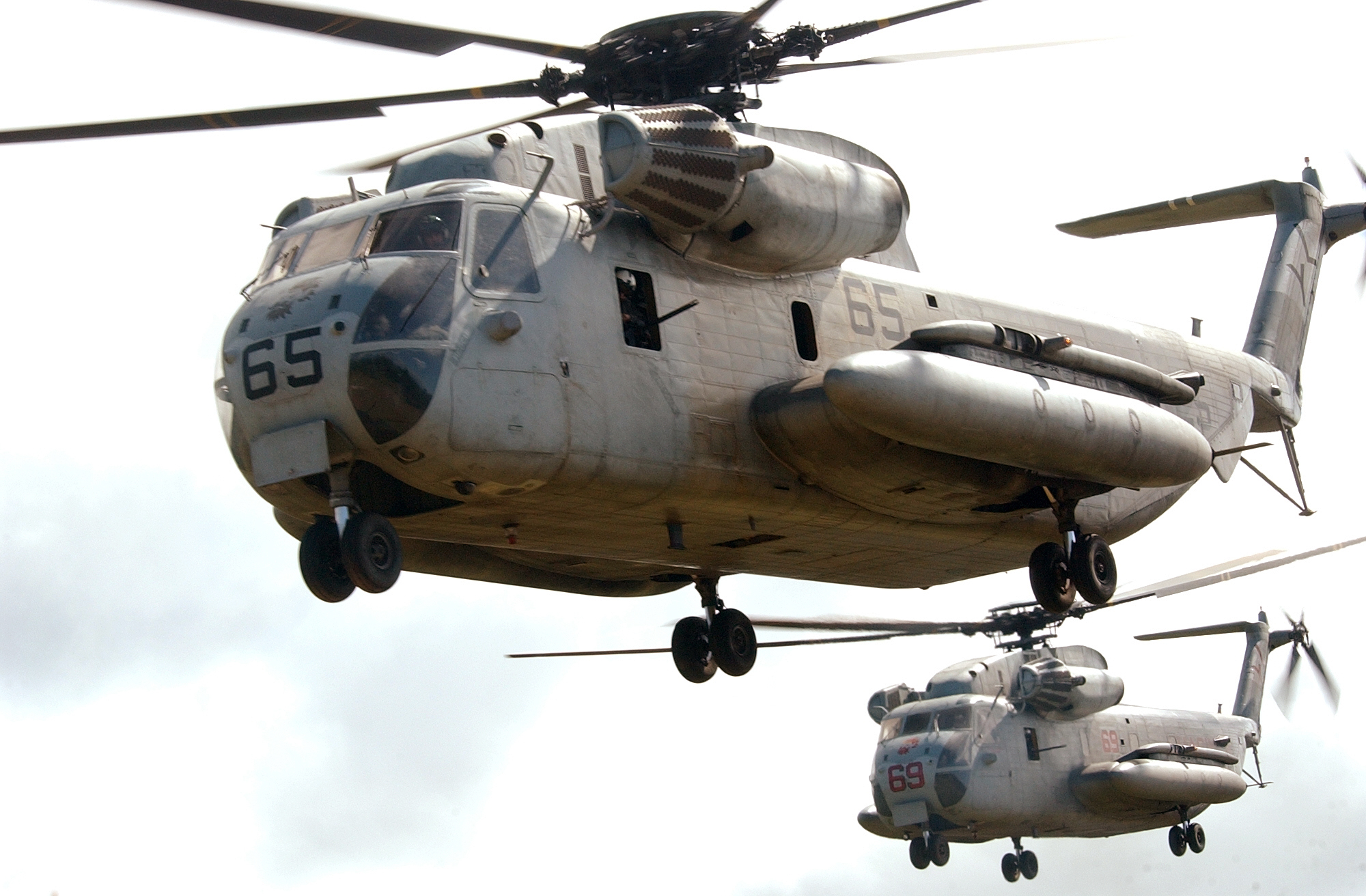
Due CH-53D in avvicinamento alla zona d'atterraggio

Seconda versione di serie da trasporto per l'USMC con nuova trasmissione, sistema automatico di ripiegamento delle pale del rotore e capacità di carico di 55 soldati o ventiquattro barelle.
Il CH-53D aveva motori T64-GE-412 da 3,695 shp, in seguito sostituiti da T64-GE-413 da 3,925 shp con nuova trasmissione.
Il primo volo di un CH-53D avvenne il 27 gennaio 1969.
Vennero costruiti 126 elicotteri di questa versione, l'ultimo venne completato nel gennaio 1972.
Le dimensioni sono le stesse del CH-53A.
Peso a vuoto 10.740 kg 
Peso operativo 15.227 kg
Peso massimo al decollo con carico interno 31.666 kg
Peso massimo al decollo con carico esterno 33.369 kg
Velocità massima 315 km/h
Velocità di crociera 278 km/h
Raggio d'azione 1.000 km 
Quota massima operativa 5.105 m
Velocità di salita 750m/min
Il CH-53D è armato con due mitragliatrici M2/XM218 da 12,7 mm ai lati della fusoliera.
Il CH-53D è stato dotato di sistemi di autoprotezione comprendenti un lanciatore di chaff AN/ALE-39 ed un disturbatore all'infrarosso AN/ALQ-157.
Il CH-53D è stato dotato del sistema Blade Inspection Method (BIM) per rilevare la presenza di cricche meccaniche nelle pale del rotore. Il rotore ha pale pressurizzate per rilevare la presenza delle cricche misurando la pressione interna. In caso di calo di pressione si ha un'indicazione all'estremità della pala ed una segnalazione in cabina.
- S-65-C-2/S-65ö

Versione da esportazione per l'Austria del CH-53D.
Due elicotteri ordinati nel 1968 e consegnati nel 1970, poi ceduti ad Israele nel 1981.
- S-65-C-3

Versione da esportazione del CH-53D per Israele.
Sono dotati di sonda semiretrattile per rifornimento in volo.
- CH-53D Ya'sur (Albatros) 2000

CH-53D (S-65-C-3) aggiornati dalla Israeli Aircraft Industries con avionica Elbit per l'aeronautica militare israeliana (Hel HaAvir) tra il 1980 ed il 1997.
- RH-53D[4]

Versione per missioni di ricerca mine marine per l'US Navy derivata dal CH-53D con capacità di rifornimento in volo ed armata con mitragliatrici Browning da 12,7 mm.
Gli RH-53D avevano motori General Electric T64-GE-413 da 3.925 shp, poi sostituiti da T64-GE-415 da 4.380 shp.
Gli RH-53D potevano portare serbatoi esterni da 1.890 litri ed un carico esterno di 11.300 kg al gancio baricentrico.
La rampa di carico posteriore aveva una struttura protettiva a forma di cornice per impedire che durante il traino di attrezzature antimine il cavo urtasse l'elicottero. Davanti al muso in basso c'era un'asta con due specchietti retrovisori per controllare il traino.
Vennero costruiti 30 elicotteri per l'US Navy a partire dal settembre 1973 più altri sei per la marina iraniana consegnati tra il 1976 ed il 1977.
- VH-53D

Versione trasporto VIP per l'USMC derivata dal CH-53D impiegata anche come elicottero presidenziale.
Due elicotteri costruiti ed impiegati dal HMX-1 sulla base di Quantico in Virginia.
- VH-53F

Versione trasporto VIP per l'USMC ordinata dall'USMC anche come elicottero presidenziale.
Sei elicotteri ordinati ma non costruiti.
- CH-53G

Versione derivata dal CH-53D per la Luftwaffe.
Due elicotteri di preserie consegnati nel marzo 1969 e 110 di serie prodotti su licenza dalla VFW-Fokker.
Nel 2007 89 elicotteri erano ancora in servizio.
Tutti verranno rimotorizzati con turbine General Electric T64-GE-100.
- CH-53GS

Venti CH-53G aggiornati nei sistemi di autoprotezione, comunicazione e navigazione e dotati di serbatoi supplementari esterni.
Sono stati successivamente rimotorizzati con turbine General Electric T64-GE-100 e armati con mitragliatrici MG3 da 7.62 mm o MG3M da 12,7 mm ai portelli laterali ed alla rampa posteriore per impiegarli in Afghanistan.
- CH-53GA

Quaranta CH-53G aggiornati nei sistemi di controllo del volo, autoprotezione, comunicazione, navigazione e strumentazione in cabina.
Sono dotati di FLIR e possono usare serbatoi supplementari esterni.
- YHH-53H

Un HH-53B (66-14433) convertito nel prototipo del Pave Low I.
- HH-53H /MH-53H Pave Low II

Versione per missioni CSAR e d'appoggio alle forze speciali.
L'HH-53H può trasportare 27 soldati o 14 barelle.
L'HH-53H era armato con un Minigun su ogni lato della fusoliera ed una mitragliatrice Browning da 12,7 mm alla rampa posteriore.
I miglioramenti all'avionica comprendevano:
forward-looking infrared (FLIR) Texas Instruments AN/AAQ-10 nel muso sul lato destro;
radar ad inseguimento del terreno (terrain-following radar, TFR) Texas Instruments AN/APQ-158 nel muso sul lato sinistro;
sistema radar di navigazione Dopple Canadian Marconi;
navigatore inerziale (inertial guidance system, INS) Litton or Honeywell;
sistema per la rappresentazione delle mappe su visore in cabina;
ricevitore radar d'allarme (radar-warning receiver, RWR);
lanciatori di chaff e flare.
FLIR e TFR sono montati sotto al muso.
Questi aggiornamenti vennero eseguiti alla base aerea dell'US Navy di Pensacola, sede delle attività di revisione ed aggiornamento dei Sea Stallion dell'US Navy e dell'USAF.
Otto HH-53C vennero convertiti in MH-53H, poi anche due CH-53C (68-10924 e 70-1632).
- MH-53J Pave Low III

Versione per operazioni speciali.

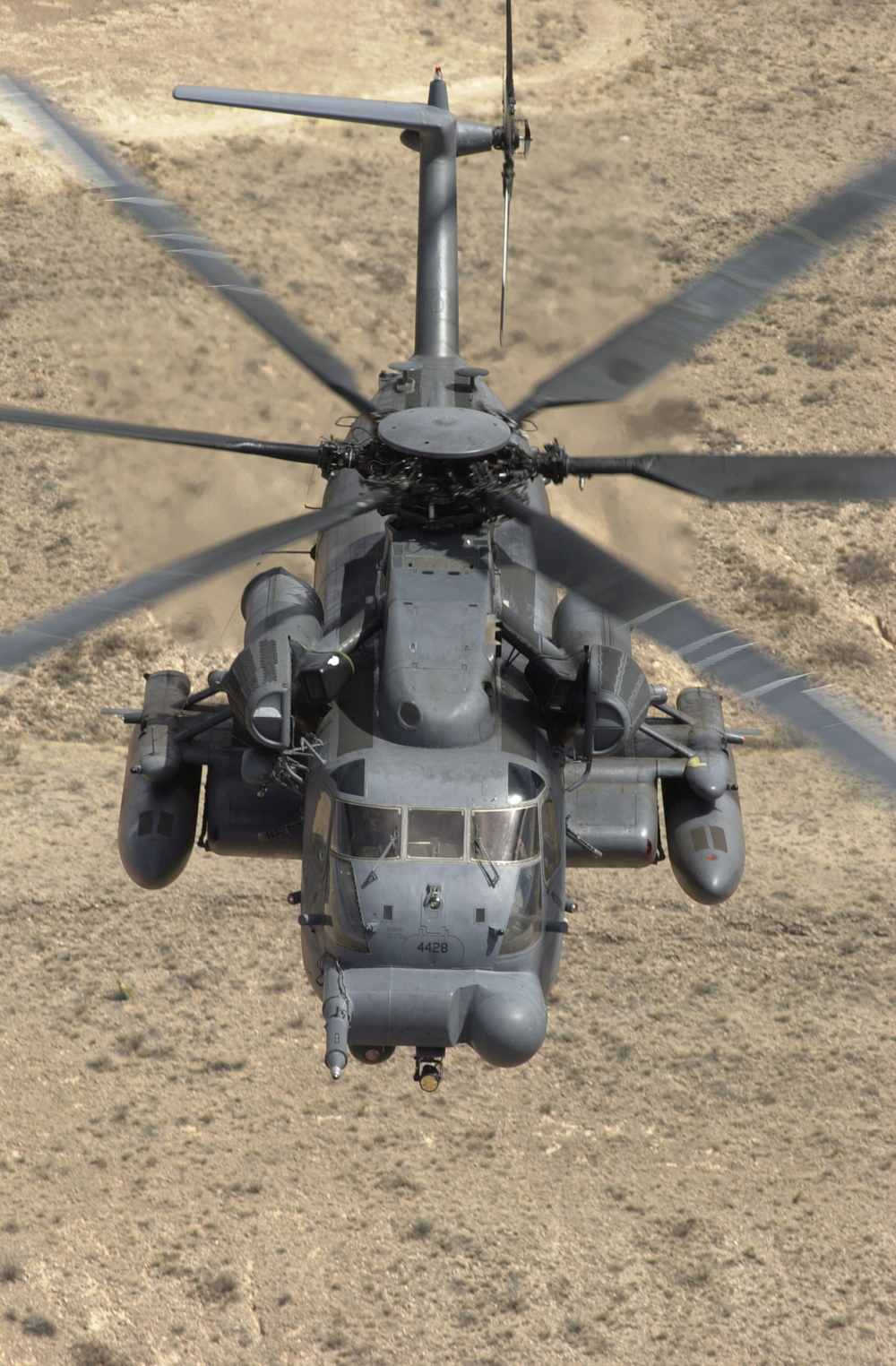
Un MH-53J Pave Low III

L'MH-53J è molto simile all'MH-53H ma ha circa 450 kg di blindatura in più e motori T64-GE-415 da 4.380 shp.
L'MH-53J è dotato di tutta l'avionica necessaria per missioni che prevedono di volare a bassa quota in territorio nemico, radar ad inseguimento del terreno APQ-158, FLIR, navigatore inerziale e ricevitore GPS integrati nell'avionica di navigazione, sistema per la rappresentazione delle mappe su visore in cabina.
L'MH-53J può trasportare 38 soldati o un carico esterno di 9.000 kg appeso al gancio baricentrico.
L'equipaggio è costituito da due piloti, due flight engineers e due mitraglieri.
L'MH-53J è armato con tre mitragliatrici da 7,62 mm o 12,7 mm ai lati della fusoliera ed alla rampa posteriore.
Come sistemi di autoprotezione, l'MH-53J è dotato di jammer radar Saunders AN/ALQ-126, jammer IR LORAL AN/ALQ-157 e di lanciatore di chaff e flare Tracor AN/ALE-40.
Lunghezza 28m
Diametro rotore 21,9m
Altezza 7,6m
Peso a vuoto 14.515 kg
Peso massimo al decollo 21.000 kg
Velocità massima 315 km/h
Velocità di crociera 278 km/h
Raggio d'azione 1.100 km
Quota massima operativa 4.877m
- MH-53M Pave low IV

Versione migliorata dell'MH-53J per operazioni speciali.
L'MH-53M Pave Low IV è un'evoluzione dell'MH-53J modificato aggiungendo il sistema di autoprotezione Interactive Defensive Avionics System/Multi-Mission Advanced Tactical Terminal (IDAS/MATT) che fornisce in tempo reale la situazione delle minacce a largo raggio facilitando l'equipaggio nell'evitarle modificando la rotta o applicando le contromisure e tattiche più adatte.

## Utilizzatori

### Austria
Nel 1968 l'aeronautica militare austriaca (Österreichische Luftstreitkräfte) ordinò due S-65 che vennero consegnati nel 1970 ed immatricolati 5L-MA e 5L-MB.
Vennero impiegati come elicotteri da trasporto e per missioni di ricerca e soccorso in montagna.
Sono stati ceduti ad Israele nel 1981 a causa degli alti costi operativi.

### Germania[4]

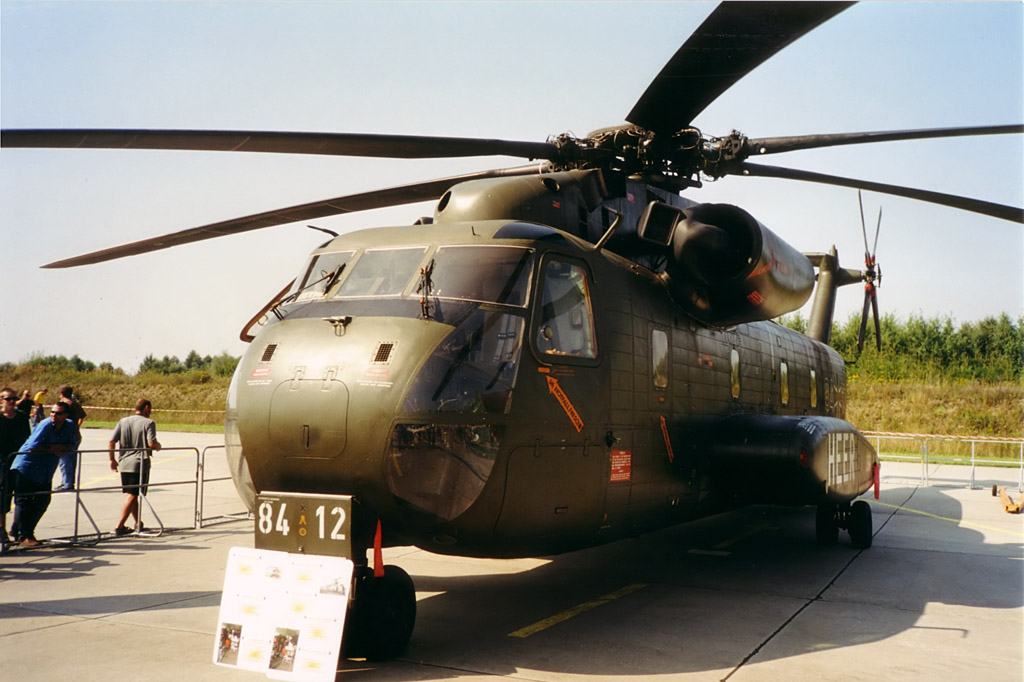
CH-53G dell'esercito tedesco

L'aviazione dell'esercito tedesco (Heeresflieger) ha ricevuto a partire dal 1971, 112 CH-53G, 2 dei quali ricevuti completi dalla Sikorsky, più 110 esemplari costruiti su licenza.
Inizialmente erano stati assegnati a tre gruppi denominati Heeresfliegerregimenten (letteralmente reggimenti dell'aviazione dell'esercito):
HFR-15 sulla base Rheine-Bentlage dipendente dal I corpo d'armata - Germania nord
HFR-25 sulla base Laupheim dipendente dal II corpo d'armata - Germania ovest
HFR-35 sulla base Mendig dipendente dal III corpo d'armata - Germania sud
Nel 1991 alcuni CH-53G sono stati prestati all'ONU per ispezioni delle navi in transito nel Golfo Persico.
Negli anni successivi alcuni CH-53GS sono stati impiegati nei Balcani ed in Afghanistan.
La Luftwaffe ha 66 CH-53 ancora in servizio al febbraio 2023, di cui 6 CH-53GE, 20 trasformati in CH-53GS nel 2002 e 40 trasformati in CH-53GA nel 2006. 
La difesa tedesca ha firmato un contratto con Airbus per l'aggiornamento di 26 elicotteri che dovrebbe concludersi nel 2023.

### Iran[4]
La marina iraniana ha ricevuto sei RH-53D consegnati tra il 1976 ed il 1977.
È probabile che gli iraniani abbiano rimesso in condizioni di volo alcuni degli RH-53D abbandonati sul loro territorio durante l'operazione Eagle Claw.

### Israele
I primi CH-53 furono consegnati all'aeronautica militare israeliana (Heyl Ha'Avir) nell'agosto 1968 e denominati Ya'sur.
Il 26 dicembre 1969 per l'operazione Rooster 53 alcuni CH-53 atterrarono in Egitto per prelevare un radar sovietico e trasportarlo in Israele per permettere ai tecnici israeliani di studiarlo.
Nella guerra dello Yom Kippur del 1973 i CH-53 vennero usati per trasporto truppe e materiali, comprese artiglierie, e per missioni di evacuazione medica e CSAR.
Un CH-53 venne danneggiato dai cannoni di un MiG-21 riuscendo però a rientrare alla base.
A partire dal 1973 i CH-53 vennero utilizzati per missioni delle forze speciali in Libano e Siria.
Il 10 maggio 1977 un CH-53 andò distrutto in un incidente in cui morirono tutti i 54 uomini a bordo.
Nell'operazione Peace in Galilea, l'invasione del Libano del 1982, i CH-53 vennero usati per trasporto truppe e materiali, comprese artiglierie, e per missioni di evacuazione medica e CSAR.
Nel 1989 i CH-53 vennero utilizzati per missioni antincendio per domare un grande incendio sul Monte Carmelo scaricando più di settecento tonnellate d'acqua.
Il 4 febbraio 1997 durante un volo notturno verso il Libano una collisione tra due Ya'sur 2000 causò la perdita di entrambi gli elicotteri e 73 vittime, gli otto uomini degli equipaggi e 65 passeggeri.
Uno dei 20 esemplari in servizio al novembre 2019, è stato perso il 27 dello stesso mese.
5 CH-53 non volanti acquistati dagli Stati Uniti a dicembre 2019, saranno utilizzati come fonti per pezzi di ricambio per l'elicottero da trasporto Yasur.
In totale sono stati consegnati 40 CH-53D.

### Messico
L'aeronautica militare messicana ha acquistato da Israele quattro Ya'sur 2000 nel 2005.

### Stati Uniti d'America[4]
Alcuni HH-53C avevano compiti di ricerca e soccorso degli astronauti delle capsule Apollo in caso di emergenza in fase di lancio, fattispecie mai avvenuta.

## Livree

### United States Air Force
Anche gli HH-53 portavano la livrea usata per la maggior parte dei caccia ed aerei d'attacco al suolo nel sud-est asiatico con le superfici superiori e laterali a chiazze di marrone FS30219, verde scuro FS34079, verde medio FS34102 e grigio chiaro FS36622 per tutte le superfici inferiori.
Alcuni HH-53 erano interamente grigio chiaro lucido FS16473.
Nel 1982 venne introdotta anche per gli HH-53 una nuova livrea a chiazze di grigio medio FS36118, verde scuro FS34092 e verde medio FS34102 sull'intero elicottero.
A partire dagli anni novanta gli MH-53 sono interamente grigio scuro opaco FS36173.
Alcuni MH-53J per Desert Storm avevano una livrea desertica a chiazze di marrone FS20400 e sabbia FS33690 sull'intero elicottero.

### United States Navy
I Sea Stallion dell'US Navy erano inizialmente interamente grigio scuro lucido FS16081.
Nei primi anni ottanta la livrea venne modificata in interamente grigio scuro opaco FS36081.
Alcuni RH-53D erano interamente grigio chiaro opaco FS36375.
Gli RH-53D impiegati nell'operazione Eagle Claw erano interamente marrone FS30279.

### United States Marine Corps
I Sea Stallion erano interamente verde oliva opaco FS34097.
Nei primi anni ottanta venne introdotta una nuova livrea a chiazze di verde scuro FS34095, grigio bluastro FS35237 e nero FS37038 sull'intero elicottero.
Nei primi anni novanta è stata introdotta una nuova livrea interamente grigio chiaro FS36375.

### Austria
I Sea Stallion della Österreichische Luftstreitkräfte erano interamente verde oliva opaco FS34082.

### Germania
I Sea Stallion della Heeresflieger sono interamente verde oliva opaco FS34082.
I Sea Stallion prestati all'ONU nel 1991 per le ispezioni in Iraq erano interamente bianchi ma conservavano le insegne nazionali tedesche.

### Israele
I Sea Stallion della Hel HaAvir erano interamente marrone FS30145 o FS30219.